# Sid Colin
Pour les articles homonymes, voir Colin.
Sid Colin, né le 31 août 1915 en Angleterre à Londres et mort dans la même ville en 12 décembre 1989, est un scénariste et producteur britannique.

## Filmographie

### comme scénariste
- 1944 : Starlight Serenade
- 1949 : Golden Arrow
- 1951 : Here's Television (TV)
- 1957 : The Army Game (en) (série TV)
- 1958 : I Only Arsked! (en)
- 1959 : The Navy Lark (en)
- 1959 : Le Vilain Petit Canard (The Ugly Duckling)
- 1964 : Carry on Spying (en)
- 1970 : Carry on Again Christmas (TV)
- 1971 : Up Pompeii (en)
- 1971 : Up the Chastity Belt (en)
- 1972 : Up the Front (en)
- 1974 : Percy's Progress (en)
- 1975 : A Touch of the Casanovas (TV)
- 1982 : The Boys in Blue de Val Guest

### comme producteur
- 1964 : How to Be an Alien (série TV)
- 1964 : A Child's Guide to Screenwriting (TV)